# Vigne vierge
Taxons concernés
Famille des Vitaceae :
- Genre Parthenocissus
- Genre Ampelopsismodifier

Vigne-vierge est le nom vernaculaire de plantes grimpantes ligneuses à feuillage caduc relevant de la famille des Vitaceae : « vignes » du genre Parthenocissus et celles de l'espèce Ampelopsis brevipedunculata, largement utilisées par l'homme pour l'ornement des façades et la régulation thermique des habitations.
Le nom de « vigne vierge » ne signifie pas que ces plantes soient stériles. Ce surnom ne provient pas d’une déficience reproductive de la plante mais de son origine. En effet, elle est appelée en anglais « Virginia creeper » où Virginia renvoie à l’État de Virginie mais pas à la Vierge Marie ou à une vierge. 
Ses fleurs discrètes attirent très fortement les abeilles au moment de leur floraison en juillet-août. Elles répandent un léger parfum et donnent un abondant nectar.
La chute des feuilles est brutale et s’effectue assez tôt, dès l'automne, provoquée par la modification du cycle nycthéméral.
Les vignes vierges, comme toutes les autres vignes, se bouturent (dans l'eau et parfois directement dans la terre) et se marcottent assez facilement.

## Espèces concernées

### Parthenocissus
- Vigne-vierge japonaise ou vigne-vierge à trois pointes — Parthenocissus tricuspidata, feuilles pour la plupart simples à 3 lobes pointus (tricuspidata signifie «3 pointes»)
- Vigne-vierge de Virginie ou vigne-vierge vraie — Parthenocissus quinquefolia, vrilles avec 5 à 8 divisions, chacune terminée par une ventouse, la vigne vierge la plus résistante au froid,
- Fausse vigne vierge de Virginie — Parthenocissus inserta, vrilles avec 3 à 5 divisions, sans ventouse au bout
- Vigne-vierge de Chine — Parthenocissus henryana

### Ampelopsis
- Vigne vierge à fruits bleus — Ampelopsis brevipedunculata[3]

## Galerie

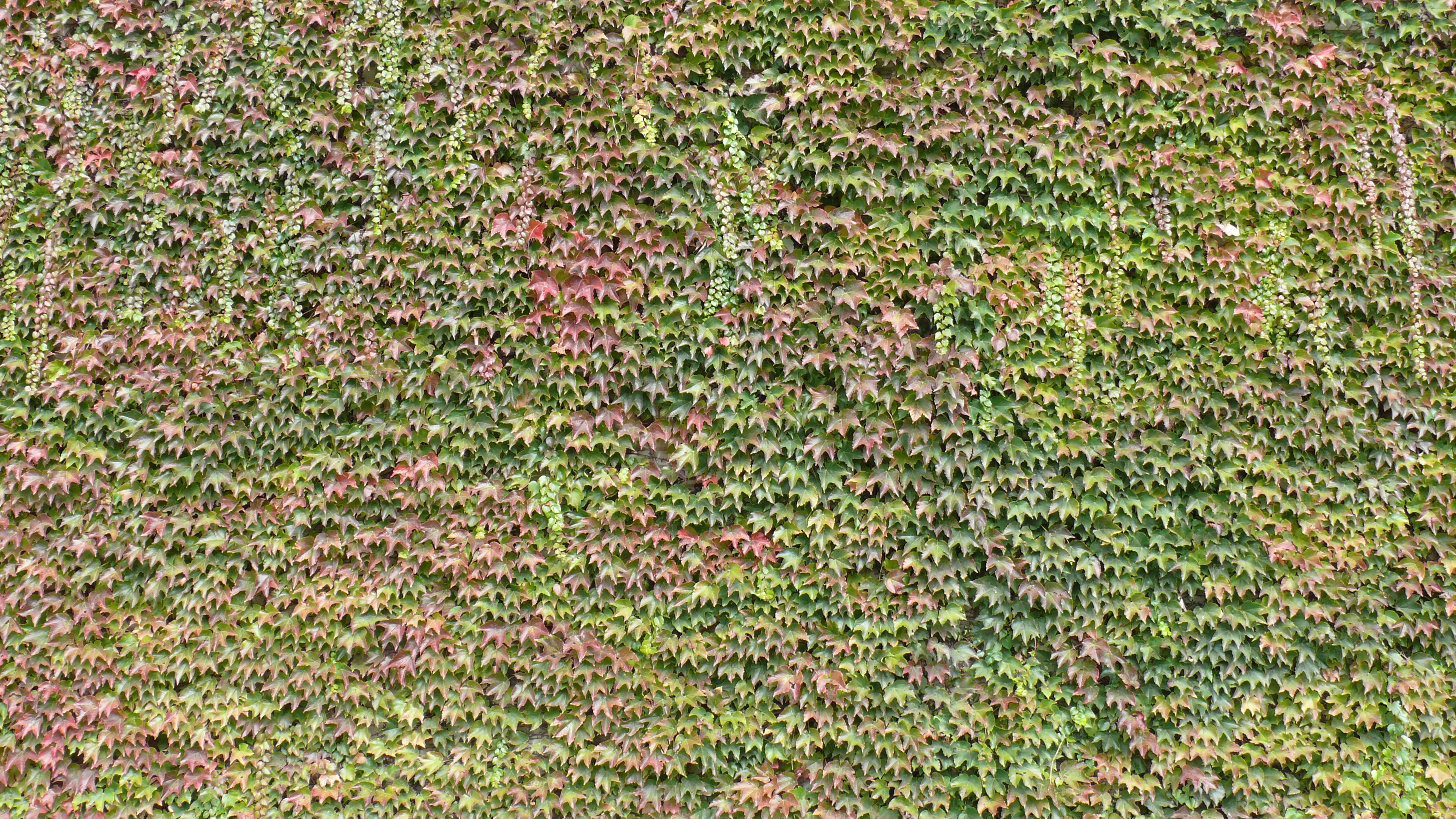
Un mur recouvert de vigne vierge japonaise.
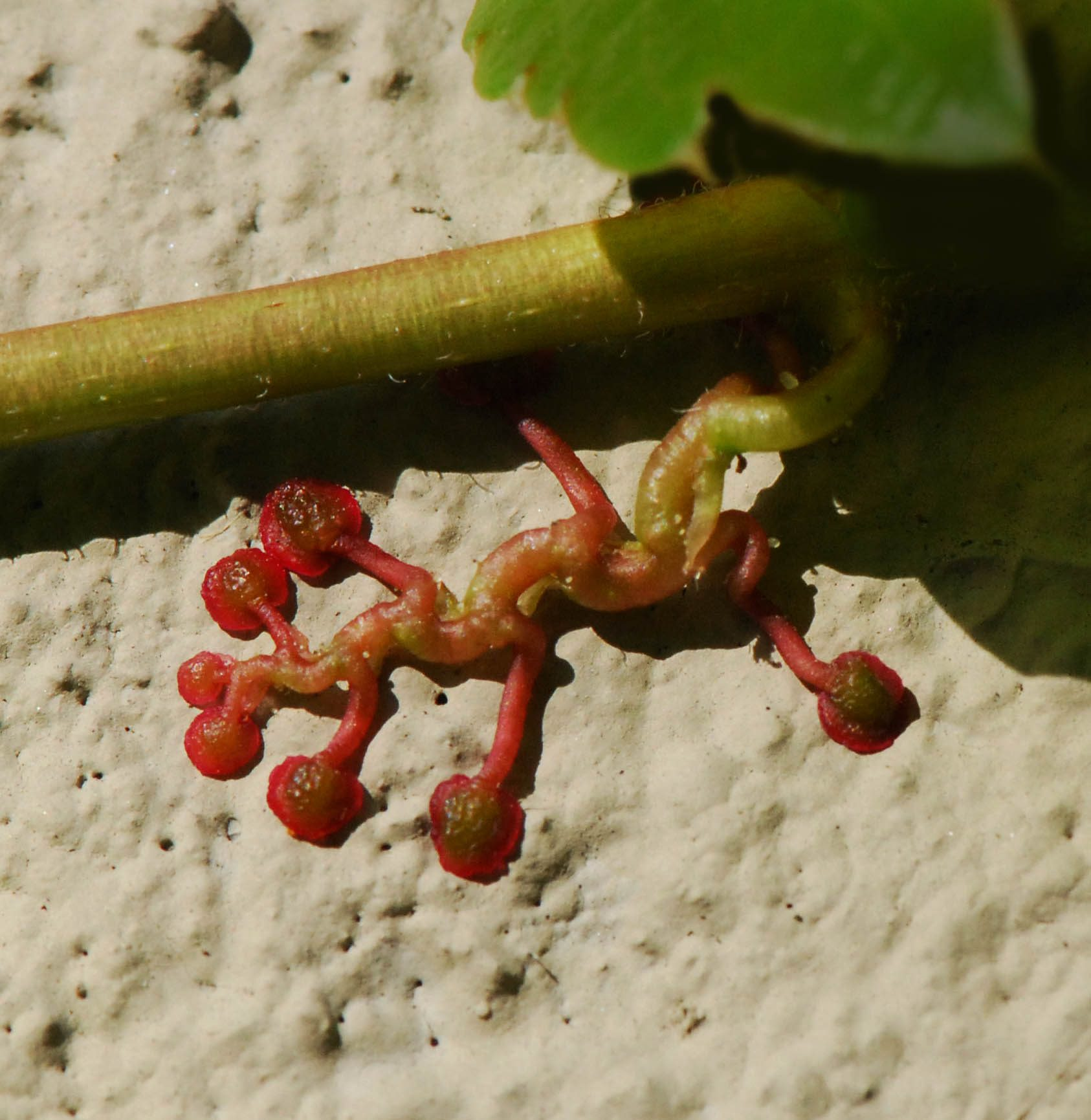
Des ventouses.
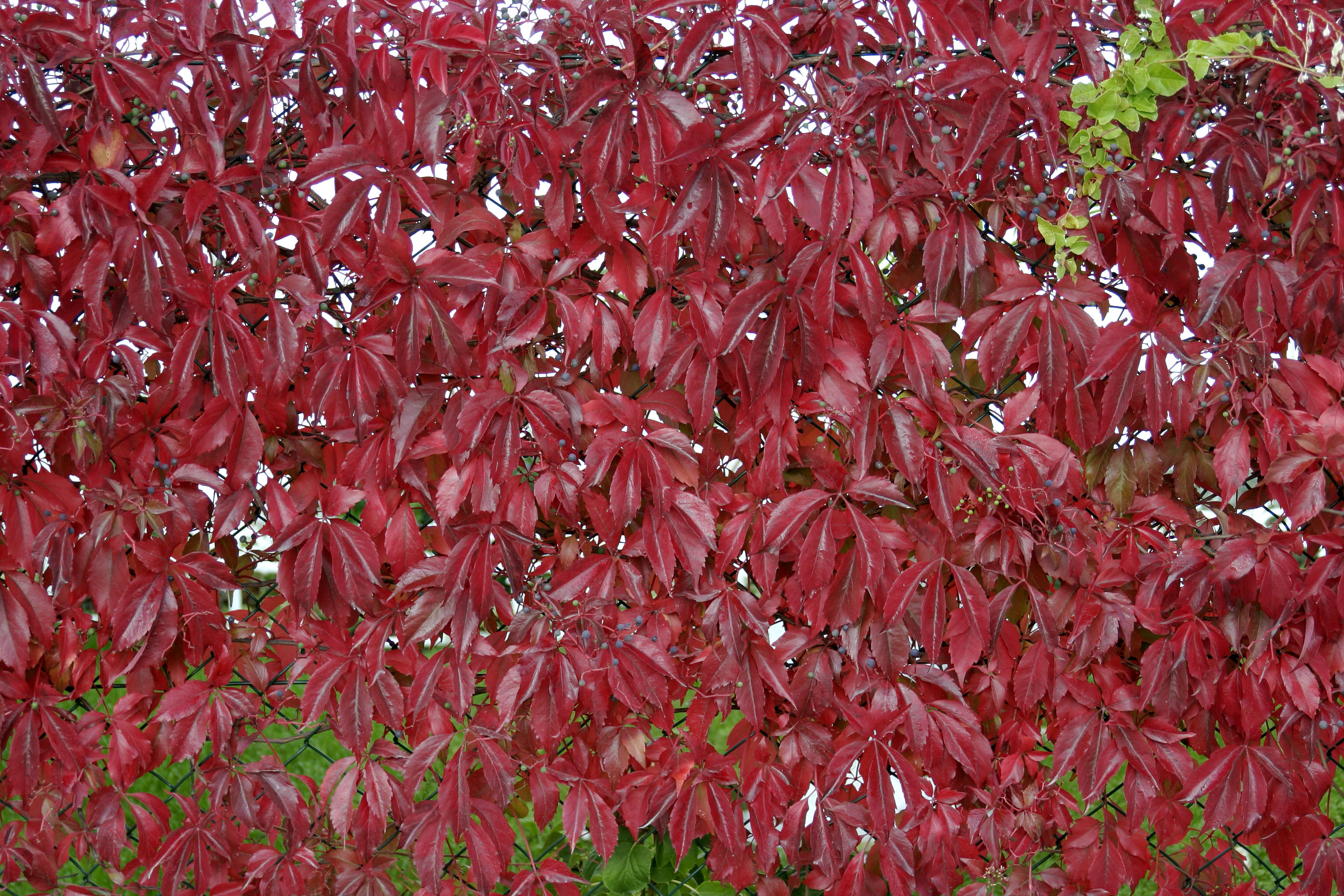
Une vigne vierge de Virginie en automne.
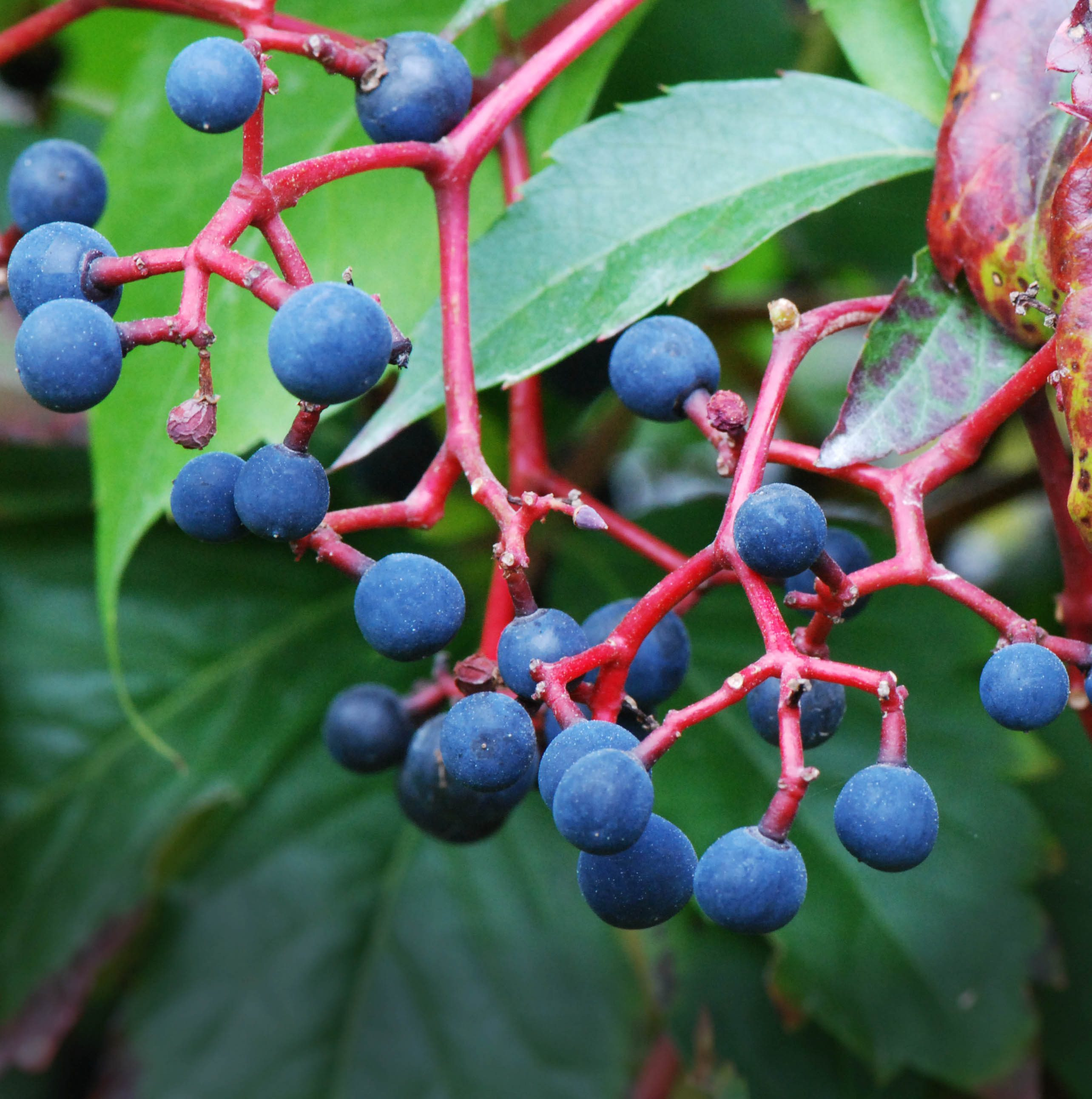
Des baies de vigne vierge de Virginie.